# Aufzinsungspapier
Ein Aufzinsungspapier ist ein verzinstes Wertpapier, dessen Zinserträge nicht während der Laufzeit, sondern erst am Ende dieser gezahlt werden. Dies kann aus steuerlichen Gründen interessant sein, da die Zinsen nicht jedes Jahr, sondern nur einmal zu versteuern sind. Neben dem Nennwert enthält der Rückzahlungsbetrag auch Zinsen und Zinseszinsen. Der Zinssatz steht bereits zum Zeitpunkt der Emission fest.
Ein Beispiel für ein Aufzinsungspapier ist der Bundesschatzbrief Typ B.
Beispielrechnung
Annahme:
Anlagebetrag 10.000 €;
Zinssatz 4 % p. a.;
5 Jahre Laufzeit.
| Laufzeitjahr | Zinssatz p. a. | Verzinster Betrag | Zinsertrag | Auszahlung  |
| ------------ | -------------- | ----------------- | ---------- | ----------- |
| 1            | 4 %            | 10.000 €          | 400 €      | 0 €         |
| 2            | 4 %            | 10.400 €          | 416 €      | 0 €         |
| 3            | 4 %            | 10.816 €          | 432,64 €   | 0 €         |
| 4            | 4 %            | 11.248,64 €       | 449,95 €   | 0 €         |
| 5            | 4 %            | 11.698,59 €       | 467,94 €   | 12.166,53 € |

(vergleiche: Abzinsungspapier)